# Freestyle (spadochroniarstwo)
Freestyle – zespołowa konkurencja spadochronowa wykonywana w czasie swobodnego spadania.
- konkurencja w akrobatyce powietrznej kobiet
- konkurencja w akrobatyce powietrznej mężczyzn.

Zadaniem zespołu, w skład którego wchodzi zawodnik i kamerzysta, jest zbudowanie prawidłowo kolejnych figur (w wiązankach obowiązkowych i dowolnych), wyłonionych spośród figur i sekwencji nakazanych, w wyznaczonym czasie pracy. W tej konkurencji jest oceniana, oprócz prawidłowości figur, wartość artystyczna programu oraz wrażenia estetyczne. Pojęciem „freestyle” mylnie nazywana jest również olimpijska dyscyplina sportowa, narciarstwo akrobatyczne.